# Olympische Sommerspiele 1900/Fechten
Die in der französischen Hauptstadt Paris im Rahmen der Weltausstellung (Exposition Universelle et Internationale de Paris) ausgetragenen Internationalen Wettbewerbe für Leibesübungen und Sport (Concours Internationaux d’Exercices Physiques et de Sports) umfassten Wettbewerbe im Fechten, die Bestandteil der Olympischen Spiele 1900 (Spiele der II. Olympiade) waren.
Die Wettbewerbe im Fechten bestanden auch aus Wettkämpfen der berufstätigen Fechtmeister. Nach Maßgabe des Internationalen Olympischen Komitees (IOC) waren Professionals eigentlich nicht für einen olympischen Wettbewerb zugelassen, die Fechtmeister bildeten jedoch eine Ausnahme. Ihr Beruf galt als ehrbares Handwerk, denn sie lehrten an Universitäten und Akademien mit dem Fechten eine Kunstfertigkeit, die Bestandteil einer angemessenen Erziehung adeliger Zöglinge und in höheren gesellschaftlichen Kreisen war.
Das IOC ordnete alle sieben ausgetragenen Wettbewerbe im Fechten dem olympischen Programm der Spiele der II. Olympiade zu. Fechten war die Sportart mit dem größten Teilnehmerfeld und den meisten teilnehmenden Nationen. 276 Sportler nahmen teil, von denen 264 namentlich bekannt sind. Es ist inzwischen historisch belegt, dass die Teilnehmer 19 Nationalitäten besaßen. Einige Teilnehmer werden in diversen Listen jedoch noch immer als Franzosen geführt, weil sie lange Zeit einen Wohnsitz in Paris besaßen und dort lebten.
Alle Wettkämpfe im Florett und Säbel fanden im großen Festsaal der Ausstellung in den Tuilerien statt, die im Degen auf einer davor befindlichen Terrasse. Sie wurden zwischen dem 14. Mai und 27. Juni ausgetragen. Die Franzosen gewannen fünf der sieben Wettbewerbe und belegten drei Viertel aller Medaillenplatzierungen.

## Medaillenspiegel
| Platz | Land               | Silber | Bronze | Dritter | Gesamt |
| ----- | ------------------ | ------ | ------ | ------- | ------ |
| 1     | Frankreich         | 5      | 5      | 5       | 15     |
| 2     | Königreich Italien | 1      | 1      | –       | 2      |
| 2     | Kuba               | 1      | 1      | –       | 2      |
| 4     | Österreich         | –      | –      | 2       | 2      |

## Ergebnisse

### Florett für Amateure
| Platz | Land | Sportler                | Siege |
| ----- | ---- | ----------------------- | ----- |
| 1     | FRA  | Émile Coste             | 6:1   |
| 2     | FRA  | Henri Masson            | 5:2   |
| 3     | FRA  | Marcel Boulenger        | 4:3   |
| 4     | FRA  | Félix Debax             | 4:3   |
| 5     | FRA  | Pierre d’Hugues         | 3:4   |
| 6     | FRA  | Prospère Sénat          | 3:4   |
| 7     | FRA  | Georges Dillon-Cavanagh | 2:5   |
| 8     | AUT  | Rudolf Brosch           | 1:6   |

Datum: 14. bis 21. Mai 1900 

54 Teilnehmer aus 9 Ländern
Die Teilnehmern ermittelten in mehreren Vorkämpfen und Qualifikationsrunden die besten acht Fechter, die in einer Endrunde jeweils gegeneinander antraten. Sieger wurde der Sportler mit den meisten gewonnenen Gefechten. Die maximale Dauer eines Gefechts betrug sieben Minuten.

### Florett für Fechtmeister
| Platz | Land | Sportler               | Siege |
| ----- | ---- | ---------------------- | ----- |
| 1     | FRA  | Lucien Mérignac        | 6:1   |
| 2     | FRA  | Alphonse Kirchhoffer   | 6:1   |
| 3     | FRA  | Jean-Baptiste Mimiague | 4:3   |
| 4     | ITA  | Antonio Conte          | 4:3   |
| 5     | FRA  | Jules Rossignol        | 3:4   |
| 6     | FRA  | Léopold Ramus          | 2:5   |
| 7     | ITA  | Italo Santelli         | 0:7   |
| 8     | FRA  | Adolphe Rouleau        | 3:4   |

Datum: 22. bis 29. Mai 1900 

60 Teilnehmer aus 8 Ländern
Die Teilnehmer ermittelten in mehreren Vorkämpfen und Qualifikationsrunden die besten acht Fechter, die in einer Endrunde jeweils gegeneinander antraten. Sieger wurde der Sportler mit den meisten gewonnenen Gefechten. Die maximale Dauer eines Gefechts betrug sieben Minuten. Der erste und dritte Platz musste durch einen Stichkampf entschieden werden.
Der Fechtmeister Léon Thiércelin lebte und arbeitete in Paris und nahm in den Wettbewerben für Florett und Degen teil. Man hatte ihn in allen Listen stets als Franzosen geführt, doch inzwischen wird in verschiedenen Quellen darauf hingewiesen, dass Thiércelin in Haiti geboren war. Das IOC betrachtet den Sportler jedoch weiterhin als Franzosen.
Adolphe Rouleau wurde auf den achten Platz zurückversetzt, weil er das letzte Gefecht nicht beendet hatte.

### Degen für Amateure
| Platz | Land | Sportler              | Siege |
| ----- | ---- | --------------------- | ----- |
| 1     | CUB  | Ramón Fonst           | 4:2   |
| 2     | FRA  | Louis Perrée          | 4:1   |
| 3     | FRA  | Léon Sée              | 3:2   |
| 4     | FRA  | Georges de la Falaise | 3:3   |
| 5     | ARG  | Francisco Camet       | 2:3   |
| 6     | FRA  | Edmond Wallace        | 3:3   |
| 7     | FRA  | Gaston Alibert        | 2:3   |
| 8     | FRA  | Léon Thiébaut         | 2:4   |
| 9     | FRA  | Plommet               | 0:6   |

Datum: 1. bis 14. Juni 

104 Teilnehmer aus 9 Ländern
Die Teilnehmer ermittelten in mehreren Vorkämpfen und Qualifikationsrunden die besten neun Fechter, die in einer Endrunde mindestens fünf Gefechte austragen mussten. Sieger wurde der Sportler mit den meisten gewonnenen Gefechten. Die maximale Dauer eines Gefechts betrug fünf Minuten. Ein Stichkampf zwischen Ramón Fonst und Louis Perrée musste über den Sieg entscheiden.
Unter den Teilnehmern befanden sich auch Freydoun Malkom und Francisco Camet, die beide in Paris lebten. Man hatte sie in allen Listen stets als Franzosen geführt, doch inzwischen wird in verschiedenen Quellen darauf hingewiesen, dass Malkom die iranische Staatsangehörigkeit besaß und dass Camet Argentinier war. Das IOC betrachtet die beiden Sportler jedoch weiterhin als Franzosen. Camet kam bis in den Endkampf und belegte den fünften Platz.

### Degen für Fechtmeister
| Platz | Land | Sportler                    | Siege |
| ----- | ---- | --------------------------- | ----- |
| 1     | FRA  | Albert Ayat                 | k. A. |
| 2     | FRA  | Gilbert Bougnol             | k. A. |
| 3     | FRA  | Henri Laurent               | k. A. |
| 4     | FRA  | Hippolyte-Jacques Hyvernaud | k. A. |
| 5     | FRA  | Marie-Louis Damotte         | k. A. |
| 6     | FRA  | Edmond Brassart             | k. A. |
| 7     | FRA  | Sylvain Lézard              | k. A. |
| 8     | FRA  | Georges Jourdan             | k. A. |
| 9     | FRA  | Georges-Louis Bézy          | k. A. |

Datum: 11. bis 14. Juni 1900 

54 Teilnehmer aus 6 Ländern
Die Teilnehmer ermittelten in mehreren Vorkämpfen und Qualifikationsrunden die besten neun Fechter, die in einer Endrunde mindestens fünf Gefechte austragen mussten. Sieger wurde der Sportler mit den meisten gewonnenen Gefechten. Die maximale Dauer eines Gefechts betrug fünf Minuten.
Der Fechtmeister Léon Thiércelin lebte und arbeitete in Paris und nahm in den Wettbewerben für Florett und Degen teil. Man hatte ihn in allen Listen stets als Franzosen geführt, doch inzwischen wird in verschiedenen Quellen darauf hingewiesen, dass Thiércelin in Haiti geboren war. Das IOC betrachtet den Sportler jedoch nach wie vor als Franzosen.

### Degen für Amateure und Fechtmeister
| Platz | Land | Sportler                         | Siege |
| ----- | ---- | -------------------------------- | ----- |
| 1     | FRA  | Albert Ayat (Fm)                 | 7:0   |
| 2     | CUB  | Ramón Fonst (Am)                 | 6:1   |
| 3     | FRA  | Léon Sée (Am)                    | 4:3   |
| 4     | FRA  | Georges de la Falaise (Am)       | 3:4   |
| 5     | FRA  | Louis Perrée (Am)                | 2:5   |
| 5     | FRA  | Gilbert Bougnol (Fm)             | 2:5   |
| 5     | FRA  | Henri Laurent (Fm)               | 2:5   |
| 5     | FRA  | Hippolyte-Jacques Hyvernaud (Fm) | 2:5   |

Datum: 15. Juni 1900 

8 Teilnehmer aus 2 Ländern

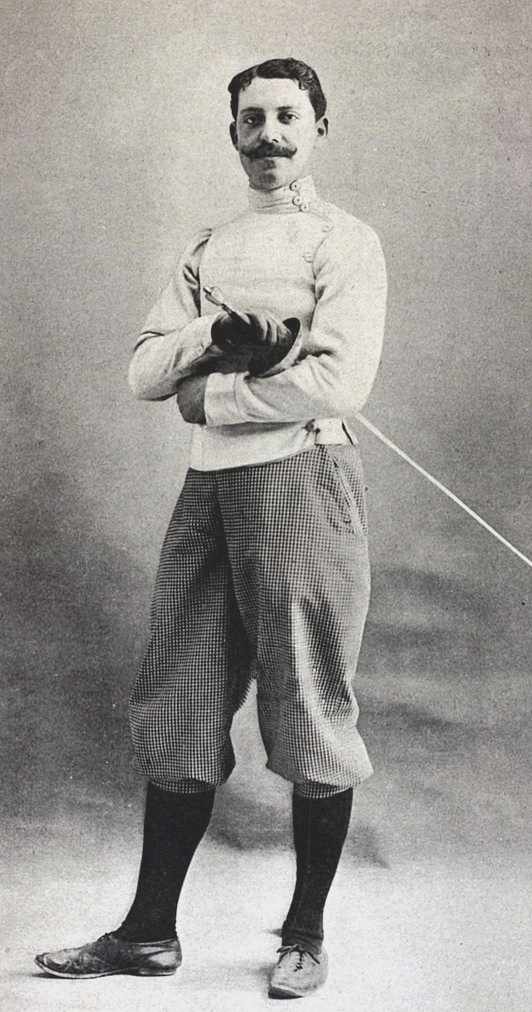
Albert Ayat

Die offene Klasse war ein gemeinsamer Wettbewerb für Amateure (Am) und Fechtmeister (Fm), zu dem nur die ersten Vier der zwei Degen-Wettbewerbe antreten durften, die jeweils gegeneinander antreten mussten. Sieger wurde der Sportler mit den meisten gewonnenen Gefechten. Die maximale Dauer eines Gefechts betrug fünf Minuten.
Als kurios ist die Tatsache anzusehen, dass Ramón Fonst, der Sieger bei den Amateuren und Zweiter in der offenen Klasse, ein Schüler des Fechtmeisters und Siegers der offenen Klasse Albert Ayat war.

### Säbel für Amateure
| Platz | Land | Sportler              | Siege |
| ----- | ---- | --------------------- | ----- |
| 1     | FRA  | Georges de la Falaise | 6:1   |
| 2     | FRA  | Léon Thiébaut         | 5:2   |
| 3     | AUT  | Siegfried Flesch      | 4:3   |
| 4     | HUN  | Amon von Gregurich    | 4:3   |
| 5     | HUN  | Gyula Iványi          | 3:4   |
| 6     | FRA  | Clément de Boissière  | 3:4   |
| 7     | AUT  | Heinrich Tenner       | 2:5   |
| 8     | AUT  | Camillo Müller        | 1:6   |

Datum: 19. bis 25. Juni 

23 Teilnehmer aus 7 Ländern
Die Teilnehmer ermittelten in mehreren Vorkämpfen und Qualifikationsrunden die besten acht Fechter, die in einer Endrunde jeweils gegeneinander antraten. Sieger wurde der Sportler mit den meisten gewonnenen Gefechten. Die maximale Dauer eines Gefechts betrug sieben Minuten.

### Säbel für Fechtmeister
| Platz | Land | Sportler         | Siege |
| ----- | ---- | ---------------- | ----- |
| 1     | ITA  | Antonio Conte    | 7:0   |
| 2     | ITA  | Italo Santelli   | 6:1   |
| 3     | AUT  | Milan Neralić    | 4:3   |
| 4     | FRA  | François Delibes | 3:4   |
| 5     | RUS  | Julian Michaux   | 3:4   |
| 6     | FRA  | Xavier Anchetti  | 2:5   |
| 7     | RUS  | Petro Sakoworot  | 2:5   |
| 8     | BEL  | Hébrant          | 1:6   |

Datum: 23. bis 27. Juni 1900 

29 Teilnehmer aus 7 Ländern

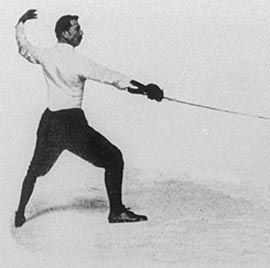
Italo Santelli

Die Teilnehmer ermittelten in mehreren Vorkämpfen und Qualifikationsrunden die besten acht Fechter, die in einer Endrunde jeweils gegeneinander antraten. Sieger wurde der Sportler mit den meisten gewonnenen Gefechten. Die maximale Dauer eines Gefecht betrug sieben Minuten.
Italo Santelli war in Italien geboren. 1896 siedelte er nach Budapest über, wo er die Fechtausbildung an einer Offiziersschule übernahm. Santelli blieb bis zu seinem Tod in Ungarn. Das IOC betrachtete ihn stets als Ungarn und schrieb seine Medaillenplatzierung im Medaillenspiegel deshalb mehrere Jahrzehnte lang Ungarn zu. Erst 2007 wurde die Wertung offiziell geändert und die Platzierung auf Italien übertragen.